# Bradycellus exstans
Bradycellus exstans är en skalbaggsart som beskrevs av Thomas Casey. Bradycellus exstans ingår i släktet Bradycellus och familjen jordlöpare. Inga underarter finns listade i Catalogue of Life.